# Samadhi
Samadhi (sanskrit: समाधि samādhi, "fiksere, fastgøre") er en hinduistisk og buddhistisk term, der beskriver en ikke-dualistisk bevidsthed, hvor det oplevende subjekt smelter sammen med det oplevede objekt.
 Der er for få eller ingen kildehenvisninger i denne artikel, hvilket er et problem. Du kan hjælpe ved at angive troværdige kilder til de påstande, som fremføres i artiklen.